# Juan José Castillos
Juan José Castillos est un égyptologue uruguayen né en 1944.

## Publications
- (es) Orígenes del Monoteísmo Hebreo, Montevideo, 1966 ;
- (es) El Arte Egipcio, Montevideo, 1973 ;
- (es) Imágenes del Antiguo Egipto, Montevideo, 1980 ;
- (es) Una momia egipcia de la Baja Época en el Museo Arqueológico Palacio Taranco de Montevideo, 1980 ;
- (es) A reappraisal of the published evidence on Egyptian Predynastic and Early Dynastic cemeteries, Toronto, 1982 ;
- (en) A study of the spatial distribution of large and richly endowed tombs in Egyptian Predynastic and Early Dynastic cemeteries, Toronto, 1983 ;
- (es) Nuevas imágenes del Antiguo Egipto, Montevideo, 1989 ;
- (es) Catálogo de piezas originales en el Museo de la Sociedad Uruguaya de Egiptología, Montevideo, 1990 ;
- (es) Estudios Históricos, Montevideo, 1994 ;
- (es) El Hombre y la Religión, Montevideo, 1996 ;
- (es) El Egipto Faraónico, Montevideo, 1996 ;
- (en) The Predynastic Period in Egypt / El Período Predinástico en Egipto, Montevideo, 2002.